# تسرب (إلكترونيات)
اَلتَّسَرُّبُ في الإلكترونيات (بالإنجليزية: leakage)، هو انتقال الطاقة الكهربائية تدريجيًا عبر عازل -(الحدود التي يُنظر إليها عادةً على أنها عازلة)-، مثل التفريغ التلقائي لمكثف مشحون، أو اقتران المحول مغناطيسيًا بمكونات أخرى (اقتران مغناطيسيّ)، أو تدفق التيار عبر الترانزستور في حالة «إيقاف التشغيل» أو الثنائي عكسي الاستقطاب a reverse-polarized diode.

## في المكثفات
يحدث الفقد التدريجي للطاقة من مكثف مشحون بشكل أساسي بسبب الأجهزة الإلكترونية المتصلة بالمكثفات، مثل الترانزستورات أو الثنائيات، والتي تنقل كمية تيارات صغيرة حتى عند إيقاف تشغيلها. على الرغم من أن تيار إيقاف التشغيل "off current" يعتبر ترتيب من حيث الحجم أقل من التيار عبر الجهاز عندما يكون قيد التشغيل، إلا أن المكثف لا يزال يفرغ تيارًا ببطء. من العوامل الأخرى المساهمة في التسرب من المكثف هو العيب الغير مرغوب فيه في بعض المواد العازلة المستخدمة في المكثفات، هذا العامل يُعرف بالتسرب العازل. ذلك نتيجةً لأن المادة العازلة ليست عازلًا مثاليًا ولديها بعض الموصلية غير الصفرية، مما يسمح بتدفق تيار التسرب، وتفريغ المكثف ببطء.
يحدث نوع آخر من التسرب عندما يتسرب التيار خارج الدائرة المقصودة، وبدلاً من ذلك يتدفق عبر مسار بديل. هذا النوع من التسرب غير مرغوب فيه لأن التيار المتدفق عبر المسار البديل يمكن أن يسبب تلفًا أو حرائق أو ضوضاء ترددًا لاسلكيًا (راديويًا) أو صعقًا كهربائيًا. يمكن قياس هذا النوع من التسرب بملاحظة أن تدفق التيار في نقطة ما في الدائرة لا يوافق (يتطابق مع) التدفق في نقطة أخرى. يمكن أن يكون التسرب في نظام الجهد العالي قاتلاً للإنسان الذي يتلامس مع التسرب، كما هو الحال عندما يقوم شخص ما بطريق الخطأ بملامسة خط طاقة عالي الجهد
as when a person accidentally grounds a high-voltage power line.
التجميعاتِ الإلكترونية: تعني عددًا من المكونات أو العناصر الإلكترونية

## بين التجميعاتِ والدوائرِ الإلكترونيةِ
قد يعني التسرب أيضًا انتقالًا للطاقة غير مرغوب فيه من دائرة إلى أخرى. مثالًا على ذلك، خطوط الفيض المغناطيسية magnetic lines of flux لن تكون محصورة بالكامل داخل قلب محول الطاقة power transformer؛ قد تقترن دائرة أخرى بالمحول وتتلقى بعض الطاقة المتسربة على تردد التيار الكهربائي، مما يتسبب في حدوث همهمة مسموعة في تطبيق صوتي.
تيار التسرب هو أيضًا أي تيار يتدفق عندما يكون التيار المثالي صفرًا ideal current. هذا هو الحال في التجميعات الإلكترونية عندما تكون في وضع الاستعداد أو التعطيل أو وضع «السكون» (طاقة الاستعداد). يمكن لهذه الأجهزة سحب (1 أو 2 مايكرو امبير)وهي في حالتها المستقرة quiescent stat مقارنة بمئات أو آلاف المللي أمبير أثناء التشغيل الكامل. أصبحت تيارات التسرب هذه عاملاً مهمًا لمصنعي الأجهزة المحمولة بسبب تأثيرها غير المرغوب فيه على وقت تشغيل البطارية بالنسبة للمستهلك.
عند استخدام المرشحات التيار الكهربائي في دوائر الطاقة التي تزود تجميعات كهربائية أو إلكترونية، مثالًا على ذلك، محول التردد variable frequency drive أو محول الطاقة AC-DC (المتغير لثابتة)، ستتدفق تيارات التسرب عبر المكثفات "Y" المتصلة بين الموصلات الحية والمحايدة (live and neutral) إلى موصل التأريض (earth or ground conductor). التيار المتدفق عبر هذه المكثفات يرجع إلى مقاومة المكثفات عند ترددات خط الطاقة. تعتبر بعض الكميات من تيار التسرب مقبولة عامةً، ومع ذلك، فإن تيار التسرب المفرط، الذي يتجاوز 30 مللي أمبير، يمكن أن يشكل خطرًا على مستخدمي الجهاز المتعرض لذلك. في بعض التطبيقات، كالأجهزة الطبية التي تلامس المريض، يمكن أن يكون المقدار المقبول لتيار التسرب منخفضًا جدًا، أقل من 10 مللي أمبير.

## في أشباه الموصلات
في أجهزة أشباه الموصلات، يعتبر التسرب ظاهرة كمومية حيث تحفر حاملات الشحنات المتحركة mobile charge carriers (الإلكترونات -، أو الثغرات +) نفقًا خلال منطقة عازلة. يزداد التسرب أضعافًا مع انخفاض سمك المنطقة العازلة. يمكن أيضا أن يحدث تسرب نفقي عبر الوصلة الثنائية بين بشدة أشباه الموصلات من النوع P المُطَعَّم والنوع N المطعم. بخلاف حفر الأنفاق (العبور) خلال عازل البوابة Gate oxide أو الوصلات، يمكن للحاملات أيضًا أن تتسرب بين أطراف المصدر والصرف لترانزستور أشباه الموصلات المعدنية (الموسفت MOS). وهذا ما يسمى subthreshold conduction. يحدث المصدر الأساسي للتسرب داخل الترانزستورات، ولكن يمكن للإلكترونات أيضًا أن تتسرب بين الوصلات البينية interconnects. يزيد التسرب من استهلاك الطاقة وإذا كان كبيرًا بدرجة كافية يمكن أن يتسبب في عطل كامل في الدائرة.
يعد التسرب حاليًا أحد العوامل الأساسية التي تحد من زيادة أداء المعالج الحاسوبي. تشمل الجهود المبذولة لتقليل التسرب استخدام السيليكون المجهد، والعوازل الكهربائية عالية، وعناصر الإشابة الأقوى في أشباه الموصلات. لاستمرار قانون مور، فإن تقليل التسرب لن يتطلب حلولًا مادية جديدة فحسب، بل يتطلب أيضًا تصميمًا مناسبًا للأنظمة proper system design.
إنَّ أنواعًا معينة من عيوب تصنيع أشباه الموصلات تُظهِر نفسها على أنها زيادة في التسرب. وبالتالي فإن قياس التسرب، أو اختبار Iddq، هو طريقة سريعة وغير مكلفة للكشف على الرقائق المَعِيبَة.
التسرب المتزايد هو نمط فشل شائع ناتج عن إجهاد غير كارثي لجهاز أشباه الموصلات، عندما تعاني الوصلة أو أكسيد البوابة gate oxide من ضرر دائم لا يكفي للتسبب في فشل كارثي. يمكن أن يؤدي الإجهاد المفرط لأكسيد البوابة إلى تيار تسرب ناجم عن الإجهاد.
في ترانزستورات الوصلة ثنائية القطب -أو الترانوستورات ثنائية القطب-، يكون تيار الباعث emitter هو مجموع تيارات المجمع والقاعدة. [تيار ب= تيار ج + تيار ق] أو (Ie = Ic + Ib). يحتوي تيار المجمع على مكونين: ناقلات الأقلية وناقلات الأغلبية minority carriers and majority carriers. The. تيار الأقلية يسمى تيار التسرب.[بحاجة لتوضيح]
في ترانزستورات تأثير المجال ذات البنية غير المتجانسة (أو الترانزستور الحقليّ غير متجانس البينة HFETs: hetrostructure field-effect transistors)، يُعزى تسرب البوابة عادةً إلى الكثافة العالية الموجودة داخل الحاجز. لوحظ حتى الآن تسرب بوابة ترانزستور GaN HFETs (من النوع نتريد الغاليوم) ليظل عند مستويات أعلى مقارنة بنظرائه الآخرين مثل GaAs (زرنيخيد الغاليوم).
يُقَاس تيار التسرب عمومًا بالميكرو أمبير. بالنسبة للثنائي عكسي الاستقطاب reverse-biased diode، فهو يكون حساسًا لدرجة الحرارة. يجب فحص تيار التسرب بعناية في التطبيقات التي تعمل في نطاقات درجات حرارة واسعة من أجل معرفة خصائص الصمام الثنائي.